# Dröstorpmossen
Dröstorpmossen ist ein Moor auf der schwedischen Ostseeinsel Öland.
Das Moor liegt im nördlichen Teil des Stora Alvaret im Süden der Insel. Der Name leitet sich von dem zeitweise nördlich des Moors gelegenen Ort Dröstorp ab, der jedoch Ende des 19. Jahrhunderts wüst wurde.
Dröstorpmossen verfügt über freie Wasserflächen. In der Mitte des Moors liegt eine Insel, deren Fläche sich in der Vergangenheit vergrößert hat. Um das Moor zu erhalten, wird versucht dieser Verlandung entgegenzuwirken und die Fläche des offenen Wassers auszudehnen.
Im Moor gibt es mehrere seltene Arten wie die Wasser-Sumpfkresse und den Flutenden Sellerie. Auch Wiesenweihe und Trauerseeschwalbe sind vorhanden.